# Georg Dascher
Georg Dascher (Darmstadt, 1911. június 27. – ?, 1944. november 25.) olimpiai bajnok német kézilabdázó.
Részt vett az 1936. évi nyári olimpiai játékokon, amit Berlinben rendeztek. A kézilabdatornán játszott, amit a német válogatott meg is nyert. A csapat veretlenül lett bajnok és mindenkit nagy arányban győztek le.
Civil foglalkozása rendőr volt. A második világháborúban hadnagy volt a Wehrmachtban és Belgiumban halt meg csata közben. Lommelben van eltemetve, a német katonai temetőben.